# Деофшоризация
Деофшоризация (англ. de-offshorization, от слова offshoring) — система законодательных инициатив в Российской Федерации, направленных против сокрытия доходов российских предприятий, формально принадлежащих компаниям, находящимся в офшорах. Данная мера призвана повысить собираемость налогов, усложнить отмывание криминальных денег и привести к большей ясности о собственниках предприятий.
См. также Мировая борьба с офшорами

## История возникновения и использования понятия «деофшоризация»
Еще в декабре 2011 года В. В. Путин, тогда Председатель Правительства Российской Федерации, обратил внимание на проблему злоупотребления офшорами: «Кто хочет хранить [средства] где-то за рубежом — пожалуйста. Закон это не запрещает, но вывод через подставные фирмы финансовых ресурсов из отраслевого оборота недопустим». По его мнению, основной проблемой является то, что «за офшором не видно конечного бенефициара».
13 декабря 2012 года в Послании Федеральному Собранию Президент России В. В. Путин заявил: «Нам нужна целая система мер по деофшоризации нашей экономики. И поручаю правительству внести соответствующие комплексные предложения по этому вопросу». Он отметил, что российских предпринимателей часто упрекают в непатриотичности. «Притчей во языцех стал офшорный характер российской экономики. Эксперты называют такое явление бегством от юрисдикции», — сказал Путин.
Во исполнение поручения Правительства Российской Федерации от 5 марта 2012 г. № ВП-П24-1269 ФНС России представила первый в истории проект антиофшорных изменений (Письмо ФНС России от 30 марта 2012 г. № СА-20-7/348). В этом документе предлагалось внести изменения как в Налоговый кодекс РФ, так и в Типовое российское соглашение об избежании двойного налогообложения и о предотвращении уклонения от уплаты налогов на доходы и имущество. В Основных направлениях налоговой политики РФ на 2014—2016 годы также запланирована разработка Типового межправительственного соглашения об обмене налоговой информацией с офшорными и низконалоговыми юрисдикциями и дальнейшее проведение переговоров о заключении соответствующих соглашений с упомянутыми юрисдикциями в целях противодействия схемам минимизации налогообложения.
Термин «конечный бенефициар», использованный в законопроекте ФНС России, означал физическое либо юридическое лицо, которое напрямую или через участие в других организациях либо иным способом получает доход данной организации и обладает правом владеть, пользоваться и распоряжаться данным доходом, то есть фактическим правом на определение дальнейшей экономической судьбы дохода; либо лицо, в интересах которого иное лицо правомочно пользоваться и/или распоряжаться данным доходом. При определении конечного бенефициара организации принимается во внимание фактическое право на владение, пользование и распоряжение доходом, а не его формальное закрепление. Конечным бенефициаром не признается физическое или юридическое лицо, такое как агент, доверительный управляющий или иное уполномоченное лицо, действующее от своего имени, но за счет других заинтересованных сторон.
Названный законопроект ФНС России первоначально не получил поддержку Минфин России.
В феврале 2013 года Президент России В. В. Путин поручил до сентября 2013 года Правительству России подготовить все необходимые меры по деофшоризации российской экономики.
16-17 мая 2013 г. в Москве состоялось Восьмое заседание Форума по налоговому администрированию ОЭСР, на котором было принято коммюнике, имеющее целью улучшение налогового сотрудничества и усиление борьбы с офшорами. По результатам заседания Россия получила значительную поддержку от своих иностранных партнеров.
Как напомнил 30 мая 2013 года в ходе заседания Правительства Российской Федерации министр финансов РФ А. Г. Силуанов, противодействие уклонению от налогов с использованием офшоров — тема, которой занимаются почти все страны мира. В связи с этим он сообщил, что сейчас Минфин разрабатывает «проект закона (и это предусмотрено в Основных направлениях налоговой политики) о налогообложении прибыли контролируемых иностранных компаний». «Этот закон, — отметил А. Г. Силуанов, — аналоги которого есть во многих странах мира, имеет прежде всего антиофшорную направленность. В соответствии с его нормами, если российская компания или физическое лицо контролирует офшорную компанию, получающую так называемые пассивные доходы (это проценты, дивиденды, роялти) и не распределяет их в пользу российского собственника, то такие доходы в этой офшорной компании должны подлежать налогообложению в России».
13 июня 2013 года в Бюджетном послании Президент России В. В. Путин потребовал от Правительства Российской Федерации срочных мер по ограничению законных способов оптимизации налогообложения и по противодействию уводу прибыли в офшоры. «Надо ограничить возможность оптимизации налогов на легальной основе и перевода прибыли в офшоры. Мы должны создать такие налоговые условия, чтобы вкладывать деньги в Россию было выгоднее, чем прятать их где-то на островах или тратить на предметы роскоши», — отметил Путин.
В этот же день в Государственную Думу внесен Законопроект № 295667-6 «О внесении изменений в Федеральный закон „О противодействии легализации (отмыванию) доходов, полученных преступным путём, и финансированию терроризма“ и отдельные законодательные акты Российской Федерации» направленный на установление ограничений в правоспособности в отношении офшорных компаний и компаний с офшорной подконтрольностью. Целью принятия законопроекта является кардинальное сокращение объема легального и «серого» вывода капитала из России и пресечение использование офшорных схем для уклонения от уплаты налогов или их минимизацию.
26 июня 2013 года Министр финансов А. Г. Силуанов защитил право госкомпаний на офшоры: «не столь важно, где зарегистрирована компания, важно, не уклоняется ли она от уплаты налогов. Офшорные юрисдикции намного удобнее с точки зрения права, подчеркнул министр: они необходимы для ведения бизнеса в той или иной стране».
К 30 декабря 2013 года должен быть разработан законопроект (ответственный — заместитель Министра финансов Сергей Шаталов), предусматривающий создание механизма налогообложения прибыли контролируемых иностранных компаний и определение налогового резидентства организаций (планируется, что документ вступит в силу 1 января 2015 года).
21 ноября 2013 года на парламентских слушаниях в Совете Федерации замминистра финансов Сергей Шаталов объявил, что в первой половине 2014 года его ведомство представит законопроект о налоговом резидентстве организаций. Последствия признания иностранного юридического лица российским налоговым резидентом понятны. У организации возникнет обязательство доплатить в российский бюджет разницу между низким налогом на прибыль в государстве регистрации, и российской ставкой (до 20 %).
12 декабря 2013 года Президент РФ Владимир Путин выступил перед Федеральным собранием с ежегодным посланием, в котором в очередной раз обратил внимание на необходимость деофшоризации экономики
По результатам выступления Президента Профильный комитет Совета Федерации утвердил рекомендации по деофшоризации российской экономики.
6 февраля 2019 года Президент РФ Путин выступил за продление (как минимум на один год) практики добровольного декларирования физическими лицами имущества, активов и счетов за рубежом, второй этап которого планировалось завершить 1 марта 2019 года.

## Понятие «деофшоризация»
Впервые определение понятия «деофшоризация» было предложено известным российским экспертом в сфере международного налогового права Александром Сергеевичем Захаровым 22 мая 2013 года.
«Деофшоризация — проведение государством комплекса мероприятий в законодательной, правоприменительной и информационной областях для снижения или исключения впоследствии вовлеченности в национальный хозяйственный оборот резидентов под видом иностранных лиц или с использованием иностранных правовых конструкций, преследующих преимущественно незаконные или недобросовестные цели».
В качестве примеров незаконных и недобросовестных целей использования офшоров или иностранных компаний и правовых конструкций А. С. Захаров приводит:
- уклонение от налогообложения[19] (Минфин России борется именно с избежанием и уклонением от налогообложения, а не с офшорами[20]);
- аккумулирование безналоговых доходов вне фискальной юрисдикции государства налогового резидентства;
- выдача себя за иностранное лицо для совершения мошеннических действий или нарушения прав третьих лиц и др.

К законным целям использования офшоров или иностранных компаний и правовых конструкций А. С. Захаров относит:
- создание совместных предприятий с иностранным партнером[21];
- оптимизация структуры владения и функционирования группы с иностранным капиталом;
- создание специальных инструментов защиты и наследования имущества;
- благотворительная деятельность и др.

## Публичные обсуждения деофшоризации
В России сложилось два лагеря экономистов, юристов и чиновников, имеющих противоположные взгляды на борьбу с офшорами. Одни считают, что нужно объявить крестовый поход на ту половину бизнеса, которая управляет своим российским бизнесом из иностранных юрисдикций и выводит туда прибыль. Другие уверены, что сначала надо поправить условия для бизнеса в России, а затем уже требовать возвращения денег.
16 мая 2013 года на III Петербургском международном юридическом форуме замминистра юстиции Юрий Любимов заявил, что перед юристами сейчас стоит дилемма «между тем, чтобы зарыться в офшор еще глубже, то есть строить такие схемы, где бенефициар все-таки будет неизвестен, и тем, чтобы прийти к такой ситуации, когда экономическая структура сделки будет соответствовать юридической и сделка будет совершаться самим бенефициаром компании» .

## Законодательство России против офшоров
18 марта 2014 года Минфин России представил для публичных обсуждений на своем официальном сайте первый антиофшорный законопроект, содержащий проект правил о контролируемых иностранных компаниях и новую концепцию определения налогового резидентства организаций. Основной целью законопроекта стала возможность распространения фискального суверенитета России на иностранные компании, организации, неюридические лица и договорные конструкции для обложения иностранного дохода таких контролируемых российскими налоговыми резидентами иностранных субъектов предпринимательской деятельности.
19 мая 2014 года в измененном виде законопроект ушел в Правительство России на имя Д.А. Медведева письмом за подписью заместителя министра финансов С.Д. Шаталова № 01-02-01/03-23681.
27 мая 2014 года после всесторонних обсуждений на уровне Правительства и ряда экспертных площадок, включая и Российское отделение международной налоговой ассоциации, Минфин принял ряд замечаний, в том числе большую часть со стороны «Деловой России», для текста законопроекта в третьей редакции. В законопроекте появилось понятие «бенефициарный собственник», и «белый» список, в отношении которого не будет действовать антиофшорные правила.
23 июня прошла встреча у Председателя Правительства России Д.А. Медведева с участием Минфина России, Минэкономразвития и РСПП, по результатам которого было принято решение до 30 июня доработать в интересах бизнеса правила о CFC. Также было принято принципиальное решение, что контролируемой иностранной компанией признается организация, при участии в размере более 50 %, а также отменена обязанность для физических лиц уведомлять об участии в иностранной компании с долей участия лишь в 1 % .
Начиная с сентября 2014 года и вплоть до ноября велась активная работа по подготовке изменений в Налоговый кодекс РФ. Конечно, самую активную роль в качестве негласных авторов законопроекта выполняли российские партнеры «Большой четверки» аудиторских фирм. В России наиболее связанным неформальными связями с Минфином России (заместитель министра С.Д. Шаталов длительное время работал в этой аудиторской фирме) обладает PwC. Активно помогали Deloitte и EY. «Большая четверка» считала, что после принятия изменений она увеличит своё количество клиентов, которые захотят отчитываться через них в налоговые органы. Однако, принятие закона принесло им обратную реакцию, а именно рост недоверия.
6 марта 2019 года Минфин внес на рассмотрение в правительство законопроект о третьем этапе амнистии капитала. По словам замминистра финансов Ильи Трунина, подать декларацию по новому этапу можно с 1 мая 2019 года по 29 февраля 2020 года.  «С точки зрения закона, это — продление, появляется новый срок подачи декларации», — пояснил Трунин. 16 мая Госдума приняла закон о продлении амнистии капиталов в третьем чтении.
Также были предприняты усилия по деофшоризации отдельных отраслей. 20 июля 2020 года Владимир Путин подписал поправки к Закону № 911305-7 «О внесении изменений в статью 131 Федерального закона “О лотереях” и статью 6 Федерального закона о государственном регулировании деятельности по организации и проведению азартных игр и о внесении изменений в некоторые законодательные акты РФ». По их вступлении в силу юридические лица букмекерских контор, зарегистрированные в офшорах, потеряют право быть учредителями, организаторами азартных игр или же лицами, оказывающими существенное влияние на решение органов управления такого организатора.

## Закон «О налогообложении прибыли контролируемых иностранных компаний и доходов иностранных организаций»
С 1 января 2015 года в силу вступил Федеральный закон № 376-ФЗ, более известный как закон «О налогообложении прибыли контролируемых иностранных компаний и доходов иностранных организаций», или первый антиофшорный.
К 1 апреля 2015 года все российские налогоплательщики обязаны раскрыть налоговой своё прямое или косвенное участие в иностранных организациях.
Если российские налогоплательщики держат офшорные компании через траст или номиналов, то на них такое обязательство не распространяется.

## Внедрение автоматического обмена налоговой информации в России
21 октября 2015 года директор профильного департамента Минфина России Илья Трунин в телеэфире программы  «Налоги» телеканала «Россия 24» сообщил о неудовлетворительном обмене налоговой информацией по запросу, а также о том, что до автоматического обмена информацией еще очень далеко. В декабре 2015 года заместитель председателя Правительства РФ Игорь Шувалов признал провал амнистии капитала, а также на закрытом заседании поручил до конца 2016 года Минфину России подписать декларацию к соглашению компетентных органов об автоматическом обмене информацией о финансовых счетах (MCAA), что однако не позволит без двухсторонних договоренностей с конкретными иностранными государствами начать автоматический обмен. В мае 2016 года Россия подписала в Пекине Декларацию к многостороннему Соглашению компетентных органов об автоматическом обмене информацией по финансовым счетам. Начало обмена запланировано на 2018 год, в налоговые органы будет предоставляться информация за 2017 год.
В качестве обязательных двух условий ОЭСР выдвигает необходимость выполнения двух требований: 1) введение в действие в государстве-участнике национального законодательства и подзаконных актов для ведения автоматического обмена; 2) обеспечение абсолютной конфиденциальности для переданной информации.
16 ноября 2017 года Госдума приняла инициированный правительством РФ закон о международном автоматическом обмене информацией. 27 ноября президент России подписал его, после чего Федеральный закон №340-ФЗ вступил в силу. Кроме того 28 декабрь 2017 года были внесены изменения в федеральный закон «О валютном регулировании и валютном контроле», регулирующий порядок двойного налогообложения.
По состоянию на 21 декабря 2017 года Россия автоматический передает финансовую информации в 56 стран и получает её из 73-х.

## Влияние на бизнес
Необходимость отчитываться о контролируемых иностранных компаниях, перспектива начала обмена информацией между налоговыми администрациями стран вызвали в последние годы изменения в структуре иностранных владельцев российских компаний. Так, по данным СПАРК-Интерфакс, число компаний, имеющих в первом звене участников с Кипра, который до 2013 года входил в официальный список офшоров, сократилось с 2013 по 2015 гг. на 20 %, на Британских Виргинских островах — на 30 %. В целом количество компаний РФ с совладельцами из офшорных юрисдикций (по списку 2013 года) снизилось за этот период на 13 %.
Помимо сдвига в структуре иностранных акционеров, еще более заметные изменения затронули и сами российские компании, связанные с офшорными и низконалоговыми юрисдикциями. Поскольку владельцы крупных российских бизнесов выделяют из них отдельные направления и переводят их владение полностью в Россию, отказываясь от прежних схем ведения бизнеса с использованием собственников из иностранных юрисдикций, произошло резкое сокращение выручки и активов российских юридических лиц, принадлежащих офшорным владельцам.
Выручка  компаний РФ с совладельцами из офшоров по списку ФНС снизилась с 2013 по 2015 г. почти в 4 раза. Активы компаний РФ с совладельцами из офшоров за этот период упали в 3 раза.
Основным трендом, по оценке, сегодня стала  не столько деофшоризация, сколько вывод денег и активов российским бизнесом из зоны возможных санкций, из зоны растущей прозрачности, считает заведующий отделом международных рынков капитала Института мировой экономики и международных отношений РАН Яков Миркин.